# Olympia (film, 1938)
Pour les articles homonymes, voir Les Dieux du stade.
Ne doit pas être confondu avec Olympia (film, 1930).
Pour plus de détails, voir Fiche technique et Distribution.
Olympia est un film documentaire allemand de propagande nazie, réalisé par Leni Riefenstahl en 1936 lors des Jeux olympiques de Berlin et sorti en 1938 en deux parties. La première partie est sortie en France avec comme titre d'exploitation Les Dieux du stade ; la seconde avait pour titre français Jeunesse olympique.
Malgré le caractère propagandiste du film, Olympia est aujourd'hui généralement considéré comme un chef-d'œuvre du cinéma,,. Selon la BBC, Olympia est « la plus grande œuvre cinématographique sur le sport jamais réalisée ». En 2005, le magazine américain Time inclut Olympia dans sa liste des 100 meilleurs films de tous les temps.

## Contexte historique
L'Allemagne est dirigée par Hitler depuis 1933. Il établit rapidement une dictature totalitaire sur le pays. Les libertés sont réduites et les opposants sont écartés. Une politique antisémite est rapidement mise en œuvre (lois de Nuremberg en 1935). Les médias comme la presse et la radio sont contrôlés et censurés. L'art est mis au service de l'idéologie et de la propagande nazie, y compris le cinéma, qui est un art relativement nouveau. L'art moderne est mis au ban alors que l'art de l'Antiquité grecque et romaine est une référence importante dans les créations d'artistes nazis comme Arno Breker ou d'architectes comme Albert Speer.
En 1936, Hitler met en place son plan de réarmement de l'Allemagne. Pour la première fois de son histoire, le pays accueille les jeux olympiques d'été, une compétition sportive pratiquée dans la Grèce antique et remise au goût du jour par Pierre de Coubertin à la fin du XIXe siècle. Hitler veut utiliser la onzième olympiade pour montrer la supériorité de l'Allemagne nazie. En 1936, l’organisation des Jeux Olympiques de Berlin prend une signification politique ; plusieurs états exigent leur boycott en raison de leur contexte antisémite et xénophobe, mais aussi par la crainte de l'instrumentalisation politique des jeux par le régime nazi.

## Genèse du film
Déjà autrice du documentaire controversé Le Triomphe de la volonté (1935), Leni Riefenstahl est le maître d'œuvre de ce film. Hitler apprécie beaucoup le travail avant tout esthétique de cette cinéaste et il lui demande de réaliser une œuvre sur les Jeux olympiques se tenant quelques mois plus tard à Berlin. Riefenstahl, qui avait déjà traîné des pieds pour réaliser Le Triomphe de la volonté, exige des moyens exceptionnels pour réaliser une œuvre novatrice. Hitler lui donne les pleins pouvoirs permettant à la réalisatrice de trouver des angles inédits, de travailler sur les ralentis et d'expérimenter des caméras en mouvement. L'équipe du film comprend plus de 300 personnes dont 40 cadreurs. Ces derniers travaillent plusieurs mois avant les débuts des compétitions afin de mettre au point des techniques inédites, comme la caméra catapulte pour les épreuves de saut, ou la mise en place de rails de travelling le long des pistes d'athlétisme. Le budget du film est de 1,8 million de Reichsmarks, entièrement couvert par le régime nazi.

## Le film
« Si vous êtes un idéaliste, vous y verrez de l'idéalisme ; si vous êtes un classique, vous verrez dans ses films une ode au classicisme ; si vous êtes un nazi, vous y verrez du nazisme. »

— Jonas Mekas, 1974

### Tournage et montage
Olympia se présente en deux parties : Olympia (Fest der Völker), Les Dieux du stade (Fête des peuples) et Olympia (Fest der Schönheit), Jeunesse olympique (Fête de la beauté). Le montage a duré quinze mois. Conservant 10 % des images filmées au cours des deux semaines de compétitions, Riefenstahl met particulièrement l'accent sur la musculature des corps.
Au cours du tournage, de nombreuses innovations techniques ont été introduites : caméra sous-marine développée par Walter Frentz, prises de vue depuis une montgolfière et un zeppelin, etc. Plusieurs séquences ont été tournées à l'aide de petites caméras portatives avec seulement 5 mètres de film. Leni Riefenstahl est souvent entrée en conflit avec les arbitres, les officiels du CIO et le ministre de la propagande Joseph Goebbels, qui se plaignaient que les caméras dérangeaient les athlètes ou les invités d’honneur.
Après la clôture des Jeux, Riefenstahl a demandé à quelques sportifs de rééditer les gestes accomplis lors de la compétition, principalement pour pouvoir filmer sous des angles de prise de vue impossible à prendre lors des compétitions. C'est pourquoi dans certaines séquences du film, par exemple pour le saut en hauteur, les gradins et tribunes sont complètement vides.
Leni Riefenstahl a travaillé avec une équipe de plus de 300 personnes, dont 34 caméramans. Elle avait un budget important de 1,5 million de Reichsmarks, fourni par le ministre de la propagande du Reich, Joseph Goebbels, via une société écran, Olympia-Film GmbH. Néanmoins, elle a toujours prétendu avoir réalisé le film pour le compte du CIO et non pour celui du régime nazi.  
Le film existe en plusieurs versions, en langue allemande, anglaise, japonaise ou française, avec de légères différences de traduction. De plus, Riefenstahl retoucha son film après sa sortie, ainsi plusieurs versions circulent encore. La copie patiemment restaurée par le Comité international olympique, sous la supervision d'Adrian Wood et de Robert Jaquier, peut être considérée comme la version définitive du film. Olympia est ainsi édité par Criterion aux États-Unis en DVD et Blu-Ray en 2017 avec les 52 autres films olympiques officiels couvrant la période de 1912 à 2012.

### Esthétique du film
La technique de la contre-plongée décuple la stature des athlètes tandis que les images en mouvement, en travelling ou autre, sont très novatrices et fixent la base des règles de prises de vue des compétitions sportives.
Le travail de la caméra alterne entre panorama de type reportage, tourné au ralenti, avec caméra subjective, et des séquence d'entraînements parallèles. Les fondus enchaînés sur une musique émouvante accentuent le symbolisme des scènes. Leni Riefenstahl utilise différents procédés : par exemple un montage impressionniste de corps en vol (saut à la perche, plongeon en hauteur).
En un sens, la cinéaste officielle du IIIe Reich inventa la télévision. Des dizaines d'opérateurs, un budget inouï, près de deux ans de montage, une technologie révolutionnaire (dont l'emploi quasi systématique du téléobjectif) pour une version très typée de l'olympisme. À remarquer le kitsch des scènes grecques et la séquence du triomphe de Jesse Owens où la réalisatrice, dans une inversion remarquable des intentions, met toute sa technique au service d'un évident ennemi de la cause raciale. L'esthétique du film Olympia est nettement antiquisante et fait référence à l'art grec ancien : elle met en valeur le corps humain musclé et nu.

### Synopsis

#### Prologue et première partie

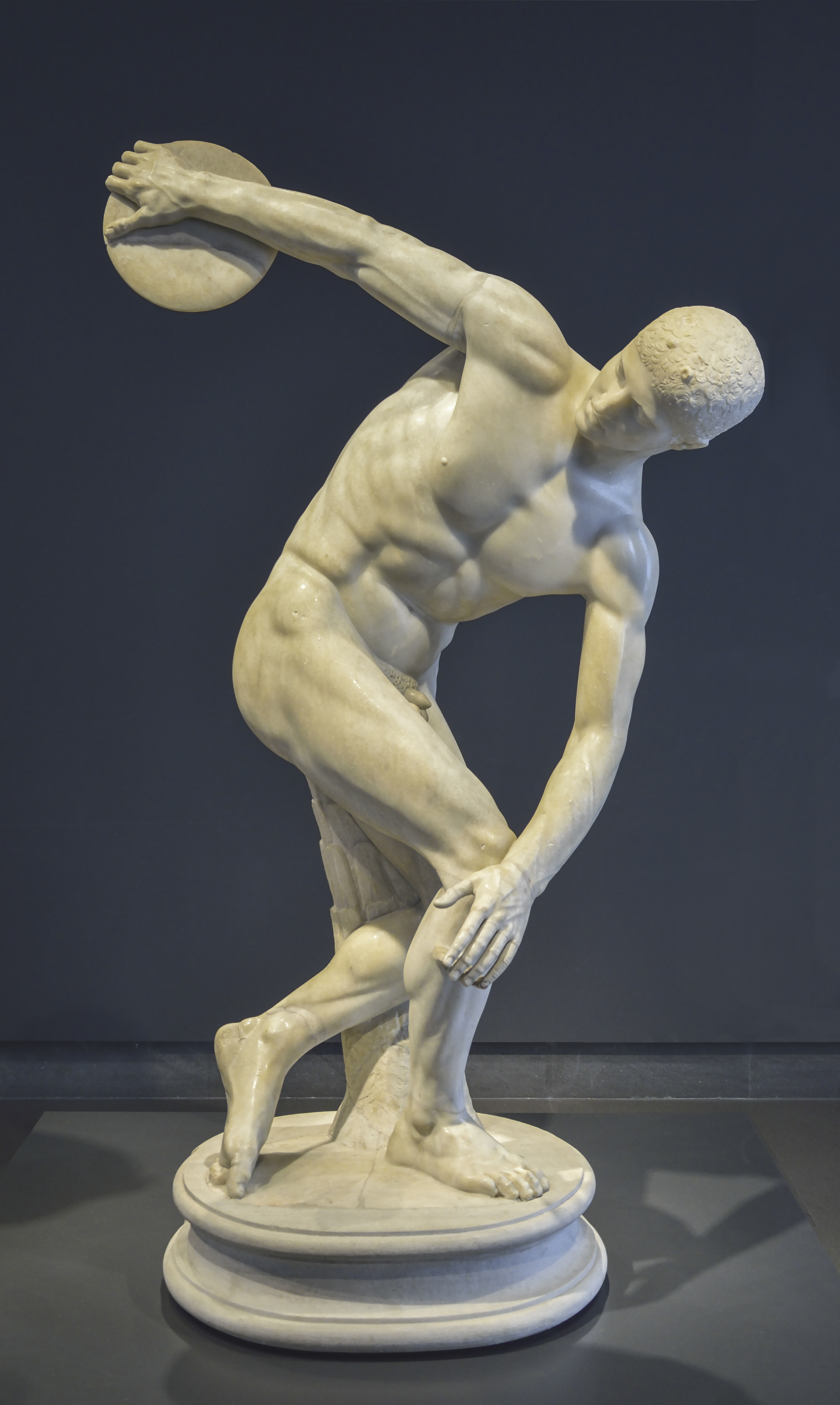
Discobole Lancellotti, copie romaine de la statue de Myron, vers 120 ap. J.-C., conservée à Rome

La première partie du film Olympia (Fête des peuples) est précédée d'un prologue : les images montrent l’Acropole d’Athènes et son principal temple, le Parthénon. Les images s’estompent pour laisser place à des statues de dieux et de personnages de l'Antiquité : le discobole de Myron devient alors une « image vivante » d’un athlète nu concourant au lancer du disque, du javelot et du lancer du poids. Les sportifs sont filmés en contre-plongée, pour accentuer le sentiment de grandeur et de force, au ralenti et au bord de la mer. Puis des gymnastes nus apparaissent dont les mouvements sont superposés avec la flamme olympique. Le prologue s'attarde sur le relais de la flamme qui parcourt la Grèce et l'Europe jusqu’au stade olympique de Berlin : l’Antiquité est ainsi introduite dans les temps modernes, le Berlin de 1936. Adolf Hitler déclare ouverts les onzièmes Jeux Olympiques au stade. L’ensemble des compétitions d’athlétisme et les vainqueurs sont ensuite présentés.
Pour le prologue, Leni Riefenstahl avait demandé des conseils à « Nelly » (Elli Sougioultzoglou-Seraidari), qui, en tant que photographe grecque et représentante du courant artistique de la « Nouvelle Objectivité ». Cependant, l’intégralité du prologue a été tournée par Willy Zielke, scénariste, réalisateur et directeur de la photographie sans la participation de Riefenstahl.

#### Deuxième partie (Festival de la beauté)
Un nouveau prologue introduit la deuxième partie du film : l'action se déroule dans une forêt, le matin. Des rangers apparaissent en ligne comme des silhouettes et sautent nus dans l’eau avant d'aller au sauna. La caméra s'attarde sur les corps d’athlètes brillants, les massages mutuels et les visages rieurs sous la douche.
Plusieurs sports sont alors présentés : décathlon, gymnastique, voile, escrime, pentathlon moderne, polo, cyclisme, boxe, hockey sur gazon, football, équitation, aviron, natation ...
La conclusion du film est devenue célèbre: le plongeon des hommes, qui devient une série de vols en apesanteur dans le ciel. Dans le stade, il y a des lumières du soir, des cloches qui sonnent, des flammes olympiques et des mâts de drapeau décorés de lauriers. Le drapeau olympique et le « Dôme de lumière », réalisés par Albert Speer, concluent le film.

## Un film au service de l'idéologie nazie
Hitler utilise le cinéma à des fins de propagande à travers des  films comme Le Triomphe de la volonté (1935) et comme les comptes rendus des congrès de Nuremberg. Il s'agit de montrer la prétendue supériorité du nazisme comme idéologie et du peuple allemand. Le Juif Suss sorti en 1940 est un film antisémite. La propagande passe aussi par les films d'actualités, qui sont diffusés dans les salles de cinéma avant le film proprement dit. Olympia est également un film de propagande visant le public étranger et qui vise à impressionner voire séduire les opinions publiques en dehors de l'Allemagne.
Dans Olympia, la propagande met l'accent sur la beauté des corps athlétiques, surtout masculins mais aussi féminins. Le film montre une image positive de l'Allemagne présentée comme grande nation sportive et pacifique, en cachant une autre réalité du régime, celle de la dictature totalitaire et du militarisme. Il s'agit également de placer l'Allemagne dans la continuité de la Grèce antique : l'idéologie nazie prétend que les Grecs de l'Antiquité avaient été des Aryens. La civilisation allemande est présentée comme l'héritière de la civilisation grecque. En montrant des corps musclés et sveltes, le film participe de façon sous-jacente à la mise en avant du racisme et de l'eugénisme.

## Fiche technique
- Titre français des deux parties : Les Dieux du stade (Partie 1) et Jeunesse olympique (Partie 2)
- Titre original allemand : Olympia
- Réalisation, scénario et montage : Leni Riefenstahl
- Musique : Herbert Windt
- Son : Hermann Storr
- Caméras : Wilfried Basse, Werner Bundhausen, Leo De Lafrue, Josef Dietze, E. Epkins, Hans Ertl, Walter Frentz, Hans Karl Gottschalk, Richard Groschopp, Willy Hameister, Wolf Hart, Hasso Hartnagel, Walter Hege, Paul Holzki (en), Albert Höcht, Carl Junghans, Herbert Kebelmann, Sepp Ketterer, Albert Kling, Ernst Kunstmann, Leo de Laforgue, E. Lambertini, Gustav Lantschner, Otto Lantschner, Waldemar Lembke, Georg Lemke, C. A. Linke, Kurt Neubert, Erich Nitzschmann, Albert Schattmann, Hans Scheib, Wilhelm Schmidt, Hugo O. Schulze, Leo Schwedler, Alfred Siegert, W. Siehm, Ernst Sorge, Karl Vass, Willy Zielke, Andor von Barsy, Franz von Friedl, Heinz von Jaworsky, Hugo von Kaweczynski, Alexander von Lagorio, H. von Stwolinski, E. von der Heyden
- Production : Olympia-Film
- Pays d'origine :  Reich allemand
- Langue originale : allemand
- Format : noir et blanc - 1,37:1 – 35 mm
- Genre : documentaire
- Durée : 201 minutes
- Dates de sortie : 
  - Troisième Reich : 20 avril 1938 (première à l'Ufa-Palast am Zoo de Berlin)
  - France : 22 juin 1938
  - États-Unis : 8 mars 1940

## Sortie et réception du film
Le film est présenté le 20 avril 1938, le jour de l'anniversaire du Führer. Goebbels est tellement impressionné par le travail de Riefenstahl qu'il lui fait verser une prime de 100 000 Reichsmarks qui s'ajoutaient aux 250 000 RMS touchés initialement.
Le film reçoit le Deutschen Filmpreis 1937/38, le prix suédois Polar-Preis 1938, une médaille d'Or olympique du Comité international olympique en 1938 et un diplôme olympique en 1948 au Festival de Lausanne. Olympia est également récompensé d'une Coupe Mussolini lors du Festival de Venise, à la suite d'une intervention directe de Benito Mussolini alors que le jury hésitait entre Olympia et Autant en emporte le vent.
À la suite des événements de l'année 1939 impliquant le régime nazi, un boycott des films de Riefenstahl est organisé par Hollywood.
Après la Seconde Guerre mondiale, le film est avant tout considéré comme une œuvre de propagande du Troisième Reich. Plus tard, dans les trois dernières décennies du XXe siècle, les qualités techniques et esthétiques d'Olympia trouvent davantage d'écho, marquant la réhabilitation de Leni Riefenstahl en tant que cinéaste. La revue Les Cahiers du cinéma accorde une interview à Riefenstahl dès septembre 1965. Plusieurs auteurs soutiennent cette évolution, notamment Jonas Mekas, qui écrit en 1974 : « Et voici ma dernière déclaration à propos des films de Riefenstahl : si vous êtes un idéaliste, vous y verrez de l'idéalisme ; si vous êtes un classique, vous verrez dans ses films une ode au classicisme ; si vous êtes un nazi, vous y verrez du nazisme. ».
Dans ses Mémoires, Riefenstahl précise : « J'ai tourné Olympia comme une célébration de tous les athlètes et un rejet de la théorie de la supériorité de la race aryenne. ». L'athlète noir américain Jesse Owens est présent dans le film, tout comme l'ensemble des autres vainqueurs « non aryens », mais certains auteurs font remarquer à propos des images d'Olympia : « Elles montrent, avec un pouvoir de séduction intemporel, l'être humain comme une forme pure, défini par ses seules attitudes et ses attributs identitaires, et non sa capacité à exister comme individu ».
De par les techniques qui s'y trouvent utilisées et la présentation des performances des athlètes, Olympia peut être considéré comme un documentaire précurseur des retransmissions télévisées actuelles (si l'on met de côté les séquences esthétisantes comme les introductions ou celles dévolues à la gymnastique, à l'escrime et aux plongeons). Il est d'ailleurs extrêmement difficile à voir en salle ou en vidéo. Riefenstahl montre en détail les exploits d'Owens mais aussi, de manière plus étonnante, des défaites allemandes comme celle du match de hockey sur gazon où l'Inde gagne 8 à 1. Tout aussi étonnant est le fait que l'hymne le plus entendu à l'écran est l'hymne des États-Unis et non celui de l'Allemagne. Seule concession réelle à l'idéologie : les athlètes français, britanniques ou du Commonwealth sont peu représentés (malgré la victoire française en cyclisme montrée en détail).
Les droits du film sont rachetés en 2003 par le Comité international olympique.
En 2005, Time.com classe ce film parmi les 100 meilleurs films de tous les temps.

## Séquences célèbres
Certaines scènes sont particulièrement marquantes :
- Les nus « grecs »
- La traversée européenne de la flamme olympique depuis l'Acropole
- Les victoires de Jesse Owens
- Le marathon
- Les épreuves de plongeon

### Documentaires
En mars 2013, dans la série Mystères d'archives diffusée par la chaîne Arte, Serge Viallet a réalisé un épisode intitulé 1936. Les Jeux de Berlin où les innovations techniques imaginées par Leni Riefenstahl sont mises en évidence.
Dans son documentaire Les Jeux d'Hitler (Arte-Roche productions, 90 min, 2016), Jérôme Prieur analyse l'opération de propagande qu'ont été les Olympiades de 1936 et le rôle joué par le film de Leni Riefensthal dans cette entreprise au service du projet national-socialiste.